# Jacob Rudolph Pauly

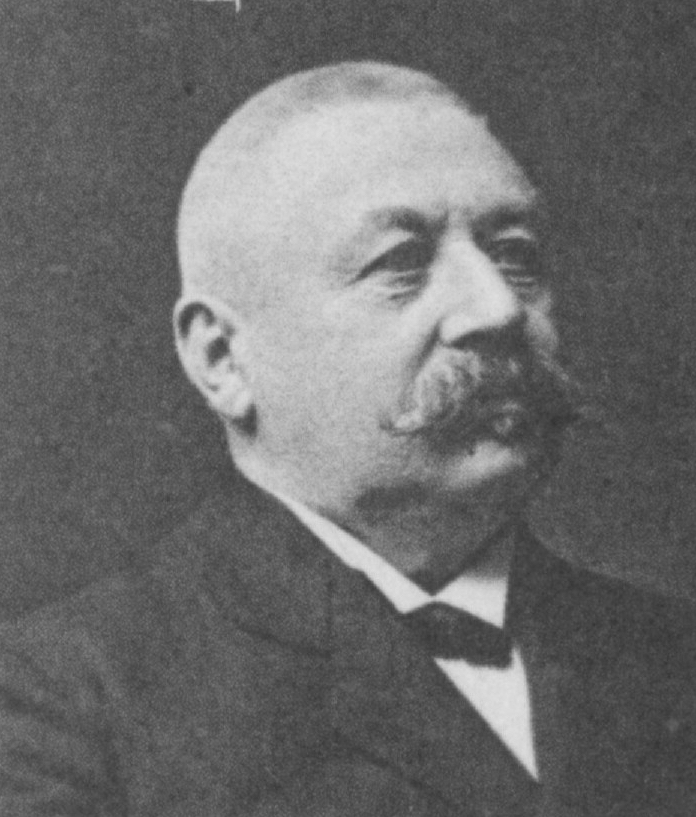
Jacob Rudolph Pauly als Reichstagsabgeordneter 1912

Jacob Rudolph Pauly (* 11. März 1850 in Cochem; † 28. August 1919 ebenda) war ein deutscher Kaufmann, Weingutsbesitzer und Mitglied des Deutschen Reichstags.

## Leben
Pauly besuchte die Höhere Bürgerschule in Cochem und war Inhaber eines Eisenwarengeschäfts mit Werkstattbetrieb. Ab 1896 war er Privatier und Weingutsbesitzer. Weiter war er Stadtverordneter, Mitglied des Kirchenvorstands, des Kreistags, Kreisdeputierter und Vorsitzender des Aufsichtsrats der Cochemer Bank. Er meldete sich bei Ausbruch des Deutsch-Französischen Kriegs freiwillig, machte den Feldzug als einjährig-freiwilliger Unteroffizier in der Division Kummer mit und schied nach Ablegung des Offiziersexamens als Vizefeldwebel der Landwehr aus. Ausgezeichnet wurde er mit der Kriegsdenkmünze 1870/1871.
Von 1909 bis 1918 war er Mitglied des Deutschen Reichstags für den Wahlkreis Koblenz 6 (Kreis Adenau, Kreis Cochem, Kreis Zell) als Angehöriger der Zentrumspartei. Von 1915 bis 1918 war er auch Mitglied des Rheinischen Provinziallandtags.

## Familie
Jacob Rudolph Pauly (andere Schreibweise Pauli) war ein Sohn aus der um 1844 geschlossenen 2. Ehe von Johann Josef Pauli (* 3. März 1804) mit Eva geb. Menzel. Er war seit dem 12. August 1875 mit Anna Maria geb. Lenz (* 8. April 1857 in Cochem), Tochter von Jakob Lenz und Margaretha Lenz geb. Michels, verheiratet. Das Ehepaar hatte drei gemeinsame Kinder, Jakob Rudolf jun. (1877–1956), Josef (* 10. Dezember 1879) und Maria Anna (* 18. Juni 1886).